# SG Hillen
Die SG Hillen (offiziell: Sportgemeinschaft DJK Rot-Weiß Hillen 1921/49 e. V.) ist ein Sportverein aus dem Recklinghausener Stadtteil Hillen. Die erste Fußballmannschaft der Frauen spielte eine Saison in der Bundesliga und nahm einmal am DFB-Pokal teil.

## Geschichte
Der Verein in seiner heutigen Form entstand im Jahre 1975 durch die Fusion der im Jahre 1921 gegründeten DJK SV Hillen mit dem im Jahre 1949 gegründeten FC Rot-Weiß Hillen. Die Fusion zwischen dem der katholischen Deutschen Jugendkraft nahe stehenden DJK SV mit dem sozialdemokratischen FC Rot-Weiß war nicht unumstritten. So schrieb die Westdeutsche Allgemeine Zeitung am 7. Oktober 2000 vom „Aufeinanderprallen der Weltanschauungen“. Der Verein bietet neben Fußball noch Turnen an. Spielstätte der SG Hillen ist die Bezirkssportanlage In den Heuwiesen. Im Jahre 1999 fusionierte die Abteilung Frauenfußball mit der von Concordia Flaesheim zum FFC Flaesheim-Hillen. Zwei Jahre später musste dieser Verein Insolvenz anmelden und wurde am 12. Juli 2001 aufgelöst.

## Frauenfußball

### Geschichte
Im Jahre 1992 wurden die Fußballerinnen der SG Hillen Meister der seinerzeit drittklassigen Verbandsliga Westfalen und stieg in die Regionalliga West auf. Dort belegte die Mannschaft gleich in der Aufstiegssaison 1992/93 den dritten Platz. Zwei Jahre später wurden die Hillerinnen Vizemeister mit einem Punkt Rückstand auf die SpVgg Oberaußem-Fortuna. In der folgenden Aufstiegsrunde zur Bundesliga setzte sich die Mannschaft zusammen mit dem Polizei SV Rostock gegen den TV Jahn Delmenhorst und die SpVgg Oberaußem-Fortuna durch. Der Sprung erwies sich jedoch als zu groß. In der folgenden Bundesliga-Saison 1995/96 wurden die Hillerinnen ohne einen eigenen Sieg Letzter der Gruppe Nord. Die Mannschaft verlor beide Spiele gegen Grün-Weiß Brauweiler zweistellig sowie das Heimspiel gegen den FC Rumeln-Kaldenhausen zweistellig. Die einzigen Punktgewinne waren ein 1:1 gegen den VfR Eintracht Wolfsburg, ein 1:1 beim Polizei SV Rostock sowie ein 5:5 gegen den SSV Turbine Potsdam. Zurück in der Regionalliga West wurde die Mannschaft in der 1997/98 Meister, scheiterte aber in der Aufstiegsrunde gemeinsam mit Hertha Zehlendorf und dem TV Jahn Delmenhorst am WSV Wolfsburg. Ein Jahr später wurden die Hillerinnen Vizemeister hinter der SpVgg Oberaußem-Fortuna und setzten sich in der Aufstiegsrunde gegen den Hamburger SV, die SpVgg Oberaußem-Fortuna und Hertha Zehlendorf durch.
Die SG Hillen nahm aus unbekannten Gründen nicht am DFB-Pokal 1995/96 teil, obwohl sie als damaliger Bundesligist qualifiziert gewesen wären. Ein Jahr später war die Mannschaft qualifiziert, unterlag aber bereits in der ersten Runde mit 0:6 gegen Grün-Weiß Brauweiler. Jeannette Götte wurde deutsche Nationalspielerin und gewann bei den Olympischen Sommerspielen 2000 in Sydney die Bronzemedaille. In den 1990er Jahren spielte Christina Rühl-Hamers für die SG Hillen. Sie rückte im Jahre 2020 in den Vorstand des Proficlubs FC Schalke 04 auf.

### Erfolge
- Teilnahme am DFB-Pokal: 1996/97
- Aufstieg in die Bundesliga: 1995, 1999
- Meister der Regionalliga West: 1998
- Meister der Westfalenliga: 1992
- Westfalenmeister der B-Juniorinnen: 1994, 1995, 1997, 1998[6]

### Statistik
Grün unterlegte Spielzeiten kennzeichnen einen Aufstieg, rot unterlegte Spielzeiten einen Abstieg.
| Saison  | Liga              | Platz | S  | U | N  | Tore  | Punkte | DFB-Pokal          |
| ------- | ----------------- | ----- | -- | - | -- | ----- | ------ | ------------------ |
| 1992/93 | Regionalliga West | 03.   | 07 | 5 | 06 | 30:22 | 19:17  | nicht qualifiziert |
| 1993/94 | Regionalliga West | 07.   | 07 | 7 | 08 | 24:26 | 21:23  | nicht qualifiziert |
| 1994/95 | Regionalliga West | 02.   | 13 | 5 | 04 | 60:27 | 31:13  | nicht qualifiziert |
| 1995/96 | Bundesliga Nord   | 10.   | 0  | 3 | 15 | 16:88 | 03     | nicht qualifiziert |
| 1996/97 | Regionalliga West | 03.   | 14 | 3 | 07 | 56:26 | 45     | 1. Runde           |
| 1997/98 | Regionalliga West | 01.   | 19 | 2 | 01 | 88:20 | 59     | nicht qualifiziert |
| 1998/99 | Regionalliga West | 02.   | 15 | 5 | 03 | 70:17 | 50     | nicht qualifiziert |

## Männerfußball

### Geschichte
Vor der Fusion zur SG Hillen spielten die beiden Stammvereine lediglich auf Kreisebene. Der Fusionsverein startete in der 1. Kreisklasse Recklinghausen und spielte dort zunächst mit unterschiedlichem Erfolg. Der sportliche Aufschwung begann Mitte der 1980er Jahre. In der Saison 1986/87 gelang der Aufstieg in die Bezirksliga. Dort wurde die Mannschaft zwei Jahre später Vizemeister hinter Blau Weiß Wulfen und schaffte schließlich in der folgenden Saison 1989/90 den Aufstieg in die Landesliga Westfalen. Dort wurden die Hiller auf Anhieb Vizemeister hinter dem TuS Vorwärts Werne, ehe im Jahre 1993 der Aufstieg in die Verbandsliga Westfalen folgte. Dort erreichte der Verein in der Aufstiegssaison 1993/94 mit dem achten Platz seinen sportlichen Zenit. Bereits zwei Jahre später stieg die Mannschaft in die Landesliga ab und musste dann 1998 den Abstieg in die Bezirksliga hinnehmen. Dort wurden die Hiller in der Saison 1999/2000 Vizemeister hinter der SG Herten-Langenbochum und erreichte in den Jahren 2001, 2002, 2003 und 2005 jeweils den dritten Platz. Im Jahre 2006 folgte der freiwillige Rückzug in die Kreisliga A. Vier Jahre später stieg die Mannschaft in die Kreisliga B und im Jahre 2023 in die Kreisliga C ab.

### Erfolge
- Meister der Landesliga Westfalen 4: 1993
- Meister der Bezirksliga 12: 1990
- Westfalenmeister der D-Junioren: 1987[6]

## Persönlichkeiten
- Peter Anders
- Jeannette Götte
- Pedro Milašinčić
- Michael Rzehaczek
- Christina Rühl-Hamers